# Redouan Boutaka
Redouan Boutaka, né en 1981 à Ouarzazate (Maroc) et mort le 22 avril 2012 à Amsterdam (Pays-Bas), est un braqueur néerlandais d'origine marocaine opérant pour l'organisation Mocro Maffia de Gwenette Martha.
Spécialisé dans les braquages, il fuit les Pays-Bas pour la Jamaïque en 2011 après un double assassinat commis à Houten. À la suite du vol des 200 kilos de cocaïne à Anvers, il retourne aux Pays-Bas et prépare un attentat contre Benaouf Adaoui sous ordres de Gwenette Martha.
Le 22 avril 2012, il est abattu à Amsterdam par le tueur à gages Rida Bennajem, opérant pour Benaouf.

## Jeunesse (1981-1999)
Redouan Boutaka naît à Ouarzazate au Maroc et émigre très jeune à Amsterdam aux Pays-Bas. "Lors de son enfance, Boutaka était un enfant totalement fou." le décrivent ses anciens voisins d'Amsterdam-Oost qui le voient très jeune faire des wheeling en scooter dans le quartier. Très jeune, il passe le cap en passant du statut délinquant à braqueur professionnel.

## Carrière criminelle

### Braqueur professionnel (1999-2008)
Redouan Boutaka est issu d'une bande de jeunes maroco-amstellodamois, nommée Praxis-bende, contrôlant le quartier de Krugerplein à Indische Buurt à Amsterdam. Après de longues enquêtes, la police parvient à identifier huit individus. Le réseau, très structuré, opérant partout aux Pays-Bas, compte de 50 à 100 personnes actifs.
Le 21 juin 2004, Boutaka réalise l'un des braquages de banque les plus impressionnants à Bréda, coopérant avec sept personnes. Ayant utilisé un pied-de biche de l'enseigne Praxis, et laissé sur les lieux d'un braquage, la police enquête sur l'objet et décide de se rendre au Praxis d'Amsterdam-Oost pour enquêter sur les caméras de surveillance, conduisant l'affaire à une identification de Redouan Boutaka. Le criminel marocain ne sera tout-de-même pas poursuivi.
Lors d'un autre braquage de Redouan Boutaka commis en juin 2006, en compagnie du criminel Mohamed Idder, conduit une voiture volée et cogne le véhicule contre la façade de la banque ABN AMRO à Sliedrecht. Il retourne à Amsterdam avec un butin de 109 000 euros. Une fois sur l'autoroute, la police néerlandaise intervient et arrête les deux braqueurs au bord de l'autoroute. Une fois le véhicule arrêté, Boutaka appuie sur l'accélérateur et prend la fuite. L'intervention se transforme en une course poursuite spectaculaire. Boutaka et Idder sont arrêtés à Rotterdam. Lorsqu'ils sont arrêtés, ils déclarent à la police qu'ils étaient en état d'ébriété et ne voulaient pas être arrêtés, mais d'un braquage, les deux criminels s'en défendent et nient tout affaire de braquage. En fin 2006, Mohamed Idder est condamné et incarcéré au Centre pénitentiaire de Nieuwegein situé à Utrecht. Quant à Boutaka, une peine d'emprisonnement de quatre ans et demi lui est infligé.
Lorsqu'il sort des barreaux en été 2008, il joue un rôle dans le clip Baas de ami de quartier, rappeur Ali B. Le nom de Boutaka apparaît dans plusieurs enquêtes néerlandaises qui le lient à cinq assassinats.

### Assassinat sur Aït Khouda en 2008
Le 24 septembre 2008 vers 20h, Hassan Ait Khouda est assassiné dans le quartier Vrijheidslaan à Amsterdam. La victime est un stagiaire qui travaille au Collège Technique d'Amsterdam. Les proches de la victime pensent que les auteurs ont abattu une mauvaise cible. Ils citent : "Ait Khouda était dans le mauvais endroit au mauvais moment." Pendant le ramadan, l'homme se rendait chez ses parents pour l'iftar. Pendant la fusillade, trois étudiants marchent dans la rue et entendent des cries. Lorsqu'ils essayent de sauver Ait Khouda, ils voient l'auteur masqué monter sur le siège passager du scooter de son complice avant de prendre la fuite. Lorsque le frère de Hassan, Mohammed sort du domicile de ses parents, il remarque son frère mourir dans les bras des trois jeunes étudiants. Mohammed demande à Hassan de réciter la chahada, une profession de foi de l'islam qui se récite quand l'on pense mourir.
Hassan Aït Khouda n'avait pas de rôle dans le milieu criminel. Il allait régulièrement à la mosquée, la justice néerlandaise pense qu'il s'agit d'une mauvaise cible abattue. C'est finalement son grand frère Mohammed (surnommé Bruce) qui était la cible principale. Mohammed Aït Khouda avait un conflit avec Najeb Bouhbouh, l'homme de confiance de Gwenette Martha.
Quelques années plus tard, les enquêtes révèlent que Redouan Boutaka aurait joué un rôle dans la mort de Hassan Ait Khouda. Une coïncidence frappante : Hassan Ait Khouda et Redouan Boutaka sont tous les deux nés à Ouarzazate dans le sud du Maroc. Houssine Ait Soussan est le cerveau de l'assassinat. D'autres sites accusent Najeb Bouhbouh d'avoir commis la fusillade. La raison de l'assassinat est que Aït Khouda avait ramené sa bande à Anvers pour régler un problème avec Ait Soussan et Bouhbouh. La famille Boutaka rend visite à la famille Ait Khouda pour présenter leurs condoléances. Les soupçons que Boutaka aurait joué un rôle dans la mort de Ait Khouda est très vite remis en question chez les autorités néerlandaises.
Aucun homme ne sera condamné pour l'assassinat de Hassan Aït Khouda. Dans les rues d'Amsterdam, les gens accusent Boutaka d'avoir été le conducteur du scooter et que le tireur était le criminel Said Amhaouch. Une importante récompense des autorités néerlandaises est promise aux personnes qui se livrent chez la police pour livrer des informations sur les auteurs. Le 12 février 2010, le cadavre de Said Amhaouch est retrouvé dans le Flevopark d'Amsterdam.

### Assassinat sur El Faddil en 2009
Le 4 octobre 2009, Abel El Faddil (surnommé Albino), âgé de 25 ans, est assassiné dans la rue Dirk Sonoystraat à Amsterdam-West. Selon la police, El Faddil est assassiné pour un vol de grande quantité de cocaïne dans un appartement de la rue Nicolaas Ruychaverstraat à Geuzenveld le 8 mai 2008. Redouan Boutaka serait un allié de ce dernier et serait également impliqué dans cette affaire. Mais une chose ne cloche pas selon la justice : lorsque ce vol avait lieu, Redouan Boutaka se trouvait derrière les barreaux.

### Double assassinat à Houten en 2011, cavale en Jamaïque
Le 3 décembre 2011, Redouan Boutaka est soupçonné d'avoir commis un double assassinat dans un hôtel à Houten. Les barons de drogue Pieter Vos et Jaap Zillig sont les deux personnes assassinés. Après la liquidation, une voiture de type Volkswagen Passat roule en direction du quartier Kanaleneiland à Utrecht. Le véhicule est retrouvé carbonisé. A ce moment, Redouan Boutaka est introuvable aux Pays-Bas. Il est suspecté de se trouver en Jamaïque.
Ridouan Taghi et Naoufal Fassih sont également liés à ce double assassinat.

### Retour aux Pays-Bas
Lorsqu'un nombre de 200 kilos de cocaïne est volé à Anvers et que le chef de réseau Gwenette Martha y est impliqué, il retourne à Amsterdam et doit préparer un assassinat sur Benaouf Adaoui. C'est une information qui provient de la Team Criminele Inlichtingen, l'unité spéciale des services secrets.

## Assassinat
- Le 22 avril 2012, lors d'un dimanche soir, Redouan Boutaka est présent dans la cave du The Shisha Lounge de la rue Van Woustraat à Amsterdam[11]. Lors de cette journée, Boutaka roule une voiture louée, porte un gilet pare-balles et est armé. Il porte une montre de type Audemars Piguet Royal Oak Offshore Monte Napoleone dont seulement 100 sont présents sur terre. Vers 22h15, Rida Bennajem entre dans la chicha. Il porte une veste noire et une casquette de marque Gucci avec un complice de type noir, mesurant 1m80 et avec son visage caché avec une écharpe. Lorsque le complice de Rida tient les clients en otage, Rida Bennajem descend dans la cave, voit Boutaka présent avec ses amis. Il s'approche de sa cible et tire plusieurs balles sur la tête de Boutaka[12]. Lorsque la cible est abattue, Rida Bennajem court vers la porte de sortie avec son complice et prend la fuite en voiture de marque Porsche[lp 5]

Les témoins et la police néerlandaise savent qu'il s'agit de Rida Bennajem, présent depuis plusieurs mois sur la liste des criminels les plus recherchés des Pays-Bas. Les autorités néerlandaises promettent une récompense financière aux personnes qui permettent à la police néerlandaise d'arrêter Rida Bennajem. L'officier de justice de La Haye promet également 5000 euros de récompense. Un an plus tard, la police néerlandaise intègre Rida Bennajem sur la liste d'Interpol.

## Vie privée
Redouan Boutaka est un ami proche de Naoufal Fassih et Derkaoui van der Meijden (assassiné en 2014).

### Ouvrages
Cette bibliographie est indicative.
Cette bibliographie est indicative.
 : document utilisé comme source pour la rédaction de cet article.
- (nl) Wouter Laumans et Marijn Schrijver, Mocro Maffia, Lebowskipublishers, 2015, 256 p. (ISBN 978-90-488-2803-6)
- (nl) Wouter Laumans et Marijn Schrijver, Wraak, Amsterdam, Lebowski, 2019, 224 p. (ISBN 978-90-488-3621-5)